# 孝正皇后
孝正皇后（こうせいこうごう、1600年 - 1654年）は、明の桂端王朱常瀛の継室で、南明永暦帝の嫡母。姓は王氏。

## 経歴
崇禎年間に桂王朱常瀛と結婚した。崇禎16年（1643年）、張献忠の勢力を避け、朱常瀛と共に広西へ逃亡した。

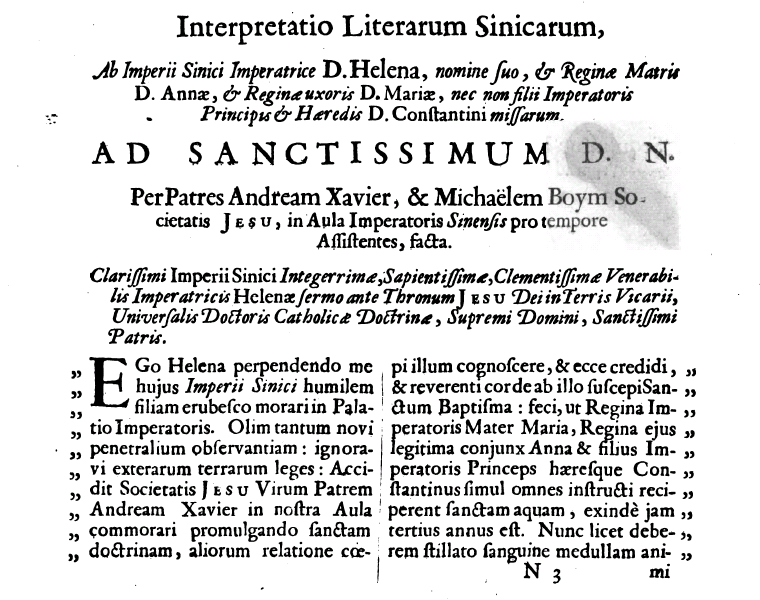
孝正太后によるローマ教皇への救援要請。卜弥格がラテン語に翻訳。

1646年、永暦帝が南明の皇帝に即位すると、嫡母の王氏が皇太后に尊された。翌年、キリスト教の洗礼を受け、ヘレナ（Helena）の洗礼名をつけられた。明晰で決断のはっきりした人物として名高かった。
永暦5年（1654年）4月、崩じた。南寧に葬られ、孝正荘翼敦仁端天恵聖皇太后の諡が贈られた。

## 伝記資料
- 『南明史』